# Rapisma johorense
Rapisma johorense is een insect uit de familie van de Ithonidae, die tot de orde netvleugeligen (Neuroptera) behoort. 
Rapisma johorense is voor het eerst wetenschappelijk beschreven door P. Barnard & New in 1985.